# Butelj (mått)
Butelj är en gammal svensk volymenhet. Olika storlekar har förekommit: 1 butelj = 1/4 kanna.  1 kanna = 1/10 kubikfot = 2,6173 dm³. För dryckesvaror har under senare benämningen (hel)butelj avsett en 2/3 liter eller 70 eller 75 centiliter.
Åren 1880-1955 fanns spritflaskor i volymerna "hela" (1 liter), "halva" (1/2 liter) och "kvarting" (1/4 liter)just 25 cl (samt för konjak och punsch 1/8 litet) . När de 1955 ersattes av flaskor om 75 centiliter och 37,5 centiliter kom 75 centiliterflaskan att kallas "hela" eller "helrör" efter den äldre hellitern medan 37,5 centiliterflaskan kom att kallas "kvarting". Den är numera på 35 centiliter.